# Mouvement pour le changement démocratique
Pour les articles homonymes, voir Changement démocratique et MDC.
Ne doit pas être confondu avec Mouvement pour le changement démocratique – Tsvangirai.
Le Mouvement pour le changement démocratique (en anglais : Movement for Democratic Change, MDC) est un parti politique du Zimbabwe, fondé en 1999 par Morgan Tsvangirai, secrétaire général du Congrès des syndicats du Zimbabwe.
Il devient la principale formation d'opposition démocratique au régime dictatorial de Robert Mugabe mais se scinde en plusieurs fractions à partir de 2005.

## Histoire
Le MDC fait activement campagne pour le « non » au référendum des 12 et 13 février 2000, qui se solde par le rejet, par 54,7 % des voix, du projet de constitution élaboré par la convention constituante nommée par le président Robert Mugabe.
Aux élections législatives des 24 et 25 juin 2000, le parti recueille 1 171 051 voix (47,00 %) et 57 sièges sur les 120 sièges de la Chambre de l'Assemblée (House of Assembly) soumis à élection au suffrage universel,, ce qui, malgré la faible majorité (62) de sièges remportés par le parti présidentiel (la ZANU-PF), ne menace pas le contrôle de celui-ci sur la chambre, grâce à l'appoint des 20 députés nommés par le président.
Lors de l'élection présidentielle des 9-11 mars 2002, Morgan Tsvangirai, soutenu par le MDC, recueille 42,0 % des voix, échouant dans sa tentative de battre le président sortant, Robert Mugabe, réélu avec 56,0 % des suffrages.
Lors des élections législatives du 31 mars 2005, le parti recueille 1 041 292 voix (39,5 %) et 41 sièges sur 120, tandis que la ZANU-PF renforce son emprise sur la chambre en remportant 78 sièges.
Le 26 novembre 2005, pour les élections au Sénat, le MDC recueille 123 628 voix (20,26 %) et 7 sièges sur les 50 soumis à élection au suffrage universel, la ZANU-PF remportant les 43 autres sièges. Le MDC connait à cette occasion une scission entre le courant majoritaire et une faction menée par Arthur Mutambara (devenu vice-premier ministre du Zimbabwe en février 2009), qui est cependant reconnue comme la continuité légale du MDC.
Le 6 août 2017, en vue l'élection présidentielle zimbabwéenne de 2018, Morgan Tsvangirai lance l'Alliance du MDC avec notamment Welshman Ncube et Tendaï Biti,.
À la mort de Morgan Tsvangirai en février 2018, Nelson Chamisa est désigné candidat de la coalition à la présidentielle, qu'il enregistre comme parti. En septembre 2018, le MDC et le Parti démocrate populaire fusionnent avec le MDC-A sous la direction de Nelson Chamisa. Ce dernier dépose un recours pour récupérer les droits sur la marque MDC.

## Résultats électoraux

### Élections présidentielles
| Année | Candidat          | 1er tour  | 1er tour | Résultat |
| Année | Candidat          | Voix      | %        | Résultat |
| ----- | ----------------- | --------- | -------- | -------- |
| 2002  | Morgan Tsvangirai | 1 258 401 | 42,00    | Battu    |
| 2013  | Welshman Ncube    | 92 637    | 2,72     | Battu    |

### Assemblée nationale
| Élection | Chef              | Suffrages | %     | Sièges   | +/– | Rang | Position     |
| -------- | ----------------- | --------- | ----- | -------- | --- | ---- | ------------ |
| 2000     | Morgan Tsvangirai | 1 171 096 | 47,00 | 57 / 120 | 57  | 2e   | Opposition   |
| 2005     | Morgan Tsvangirai | 1 041 292 | 39,50 | 41 / 120 | 16  | 2e   | Opposition   |
| 2008     | Arthur Mutambara  | 206 868   | 8,53  | 10 / 120 | 31  | 3e   | Gouvernement |
| 2013     | Welshman Ncube    | 155 669   | 4,59  | 2 / 270  | 8   | 3e   | Opposition   |

### Sénat
| Élection | Chef              | Suffrages | %     | Sièges | +/– | Rang | Position     |
| -------- | ----------------- | --------- | ----- | ------ | --- | ---- | ------------ |
| 2005     | Morgan Tsvangirai | 123 628   | 20,26 | 7 / 50 | 7   | 2e   | Opposition   |
| 2008     | Arthur Mutambara  | 193 068   | 7,97  | 6 / 50 | 1   | 3e   | Gouvernement |
| 2013     | Welshman Ncube    | 157 356   | 4,91  | 2 / 80 | 4   | 3e   | Opposition   |